# Griffenfeldsgade
Griffenfeldsgade er en sidegade til Nørrebrogade på Indre Nørrebro i København. Indtil 1879 hed gaden Parcelvej, idet den førte hen til forskellige udstykningsparceller. For enden af vejen lå Parcelbroen, der førte over Ladegårdsåen. Broen er for længst forsvundet, og åen ligger nu i rør under Åboulevard.
Den blev så omdøbt til Griffenfeldsgade efter den holstenske statsmand Peder Schumacher Griffenfeld (1635-1699), der tjente som dansk rigskansler fra 1673. Senere faldt Griffenfeld i unåde og blev dømt til døden for landsforræderi. Dommen blev dog omstødt til livsvarigt fængsel, og han blev løsladt efter 22 års fangenskab.
Mellem Griffenfeldsgade og Stengade ligger Folkets Park, der blev anlagt i 1971. I 2007-2008 blev parken forskønnet og gjort mere børnevenlig.
Griffenfeldsgade husede tidligere Sankt Josephs Hospital, oprettet af Sankt Joseph Søstrene og opført i nygotisk stil i 1875 af den berømte arkitekt Christian Hansen. Hospitalet blev senere venteafdelinger hvor ældre ventede på plejehjemsplads, men lukkede i 2005.
Gaden har i dag et multietnisk præg med en række afrikanske specialforretninger, caféer og restauranter.

## Griffenfeldsgade under besættelsen
Ved udbruddet af anden verdenskrig havde Danmarks Kommunistiske Parti kontor på 3. sal i Griffenfeldsgade 50. Arbejderbladet havde til huse i stuen og på 1. sal. 
Da den tyske værnemagt indtog Danmark den 9. april, brændte man alle lister over partimedlemmer, abonnenter og bladsælgere; men det danske politi havde allerede sikret sig adresserne.
Efter Tysklands angreb på Sovjetunionen i 1941 blev DKP forbudt i Danmark. Tyve danske betjente mødte frem i Griffenfeldsgade 50; nogle i civilt tøj, andre i uniform. To SS–officerer deltog. Den ene var Obersturmbannführer Anton Fest, regeringsråd og politiattaché på Dagmarhus, senere anfører for Einsatzgruppe E, der myrdede jøder og partisaner i området omkring Sarajevo (9. september 1943 til 1945 ). Op ad formiddagen dukkede de første partimedlemmer op i Griffenfeldsgade, og blev straks anholdt. 
Man forbød udgivelsen af Arbejderbladet. Partiet fortsatte derefter som en illegal organisation, og fra november 1941 udgav man det illegale modstandsblad Land og Folk. I et lille trykkeri i Griffenfeldsgade, der normalt lavede lejlighedssange og lignede, trykte man nu omslag til illegale pjecer og aviser.
Under besættelsen var Griffenfeldsgade skueplads for flere ildkampe mellem modstandsbevægelsen og repræsentanter for besættelsesmagten. Mange lejligheder og butikker blev desuden udsat for enten razziaer eller sabotage.